# REC (programa de televisión)
Rec fue un programa de televisión chileno del tipo talk show emitido entre el 8 de enero de 2003 y el 31 de enero de 2007. Fue conducido por Leo Caprile. Se transmitió por Chilevisión. En su temporada 2005, su canción de entrada fue Mambo Nº5 de Lou Bega. En la temporada 2006 se presentaron modificaciones en el equipo.
Se trataba de un panel de invitados tanto del mismo canal Chilevisión como de otros canales, el cual comentaban un compendio de videos que mostraban un resumen completo de lo ocurrido en la semana. 
Rec debutó el miércoles 8 de enero de 2003 bajo la conducción de Leo Caprile, Jennifer Warner y Aldo Schiappacasse como un programa de videos de recuerdo de la televisión chilena y comerciales antiguos (Rec originalmente eran las siglas de Recuerdos en Cámara), que en 2005 fueron reemplazados paulatinamente por videos divertidos de internet. En la segunda temporada de 2004, Rec revivió el concurso ¿Cuánto sabe usted? con Justo Camacho y tuvo como notero al periodista Fernando Lasalvia.
En 2005, en su tercera temporada que debutó el miércoles 16 de marzo de ese año, se incorporaron segmentos como las notas de la modelo Natalia Ruiz, Hijos virtuales, el reality La Micro VIP, que parodiaba a La granja VIP de Canal 13 con Pepe Tapia, Marcos "Charola" Pizarro, Carolina Oliva, Yolanda Sultana, "Carlita Guatero" (Marcela Pedrini), el doble chileno de Chuck Norris y Emeterio Ureta, en un bus manejado por Marko Marinkovic, exparticipante de La granja, el noticiero El Informal con Nicolás Copano y El Juego Rec, donde se realizaban preguntas a los invitados.
En su cuarta y última temporada estrenada el 8 de marzo de 2006 Rec estrenó una nueva gráfica y se incorporaron la actriz y comediante Renata Bravo como coconductora y el imitador Stefan Kramer. Contaba además con diferentes secciones, como Misión Sex encabezada por la exmodelo argentina Amalia Granata, Godzilla que consistía en una nota sin la imagen del rostro del gigante periodista, El Informal, noticiero ficticio conducido por Nicolás Copano, y reportajes a cargo de su hermano Fabrizio Copano, además de notas a cargo de la española Wilma González, del segmento NotiRec que contenía una canción con un resumen de lo ocurrido en la semana; Flaco Puchento, parodia del personaje Yerko Puchento de Daniel Alcaíno interpretada por Paul Vásquez "El Flaco" y TV Piruja, notas presentadas por el particular Rigoberto Pilsen Casanga "El Piruja" ("Pelao Rodrigo"), que anteriormente estuvo en Despertando con Chilevisión y en Máximo Volumen de Radio Carolina (con Piruja FM Stereo Radio Network).